# Keld Hüttel
Keld Hüttel (født 26. august 1939 i Hedensted) er tidligere borgmester i Randers Kommune, valgt for Socialdemokratiet.
Hüttel blev student fra Vestjysk Gymnasium i 1959 og blev i 1962 uddannet folkeskolelærer fra Th. Langs Skole, ansat i en lang årrække på folkeskolen Rismølleskolen i Dronningborg – Randers. Fra 1976 var han forstander for VUC i Randers.
Han blev valgt til Randers Byråd i 1970 og blev formand for den socialdemokratiske gruppe og viceborgmester allerede i 1974. Han blev borgmester i 1988 og sad indtil 31. december 2001, hvor Michael Aastrup Jensen overtog. Under en stor del af borgmesterperioden var Hüttel medlem af bestyrelsen i Kommunernes Landsforening. Ved det første valg til regionsrådet i Region Midtjylland var Hüttel opstillet, men blev ikke valgt.

## Personalesagerne i Randers Kommune
Slutningen af Hüttels embedsperiode domineres af de såkaldte personalesager i kommunens administration.
I august 1998 kommer det via byrådsmedlemmet Bjarne Overmark fra Beboerlisten (socialistisk) frem, at Randers Kommunes personaledirektør, Finn Gleerup, havde fyret flere medarbejdere uretmæssigt. Blandt andet blev en kantineassistent fyret, efter at hun anonymt havde givet udtryk for problemer med sin leder. I første omgang giver et stort flertal i byrådet personaledirektøren en chance til, idet det blot er enkle tilfælde. Byrådet vedtager, at konsulenter fra Kommunernes Landsforening skal gennemgå en række sager, der kan være problematiske. Personaledirketøren fratræder tre dage senere sin stilling med henvisning til at han er under psykisk pres. 
KL's granskning viser, at der er alvorlige fejl i langt flere sager end først anslået, og samtidig kommer det frem, at personaledirektøren har skaffet sig selv et gyldent håndtryk, der de næste seks år ville koste kommunen 0,5 mio. kr. Keld Hüttel indstiller nu til byrådet, at personaledirektøren skal afskediges samt at KL's konsulenter skal gennemgå samtlige 700 afskedigelsessager, der har været i kommunen siden 1994. 12. september 1998 kommer det frem, at kommunens topledelse, herunder borgmester og kommunaldirektør, dagligt på morgemøder drøftede de aktuelle personalesager. På et byrådsmøde fremsætter Venstre et mistillidsvotum mod borgmesteren, som dog kun støttes af seks ud af de 25 medlemmer.
I foråret 1999 viste den afsluttende en rapport fra Kommunernes Landsforenig, at 130 ud af 136 afskedigelser af ansatte i kommunen gennem de sidste fire år var fundet uretmæssigt eller kritisabelt sted. Kommunaldirektør Palle Dinesen var i mellemtiden også blevet afskediget. Hüttel selv modtog en stor næse fra byrådet for sin rolle i sagen, men blev på posten. 
Vælgerne fældede dommen ved kommunalvalget i 2001, hvor Socialdemokraterne gik 18,1 procent tilbage og fik sit dårligste valg i årtier med 26,2 procent af stemmerne. Tilbagegangen gjorde det muligt for Venstres Michael Aastrup Jensen at blive borgmester. som den første borgerlige i byen i over 60 år.
Magtens Bog, udgivet på Aschehoug i 2002, rummer et kapitel om Skandalen i Randers – Gyldne håndtryk til millioner.